# Életműdíj (Oscar-díj)
Életműdíjat (Academy Honorary Award) az amerikai Filmművészeti és Filmtudományi Akadémia (AMPAS) 1948 óta ítél oda, ennek korábban Különdíj (Special Award) volt az elnevezése. A díjazottak között szerepelnek cégek, társadalmi és hivatalos intézmények és személyek egyaránt. Speciális díjakat ítéltek kezdetben a legjobb idegen (nem angol) nyelvű filmeknek is.

## 1920-as évek
| Év   | Díjazott        | Indoklás                                                   | Díj    |
| ---- | --------------- | ---------------------------------------------------------- | ------ |
| 1929 | Warner Bros.    | A dzsesszénekes hangosfilm megvalósításáért.               | szobor |
| 1929 | Charlie Chaplin | Cirkusz; írás, rendezés, színészi játék és produceri munka | szobor |

## 1930-as évek
| Év     | Díjazott | Indoklás                                                                | Díj                          |
| ------ | --- | ----------------------------------------------------------------------- | ---------------------------- |
| 1930/1 | nem adták ki | nem adták ki                                                            | nem adták ki                 |
| 1930/2 | nem adták ki | nem adták ki                                                            | nem adták ki                 |
| 1931   | nem adták ki | nem adták ki                                                            | nem adták ki                 |
| 1932   | Walt Disney | A Mickey egér megalkotásáért.                                           | szobor                       |
| 1934   | nem adták ki | nem adták ki                                                            | nem adták ki                 |
| 1935   | Shirley Temple | Az év fiatal felfedezettjének                                           | kicsinyített szobor          |
| 1936   | D. W. Griffith | Felbecsülhetetlen alkotói hozzájárulásáért a filmművészet fejlődéséért. | szobor                       |
| 1937   | The March of Time | A filmhíradó műfajának forradalmasításáért                              | -                            |
| 1937   | W. Howard Greene és Harold Rosson | Allah kertje színes fényképezéséért.                                    | szobor másolat               |
| 1938   | Edgar Bergen | Charlie McCarthy nevű szereplő ötletes megvalósításáért.                | -                            |
| 1938   | W. Howard Greene | Csillag születik színes fényképezéséért.                                | szobor másolat               |
| 1938   | Modern Művészeti Múzeum film könyvtára | A filmművészet terén végzett gyűjtőmunkáért, és közzétételéért.         | díszoklevél                  |
| 1938   | Mack Sennett | Filmvígjátékok terén végzett munkájáért.                                | szobor                       |
| 1939   | J. Arthur Ball | A színes-filmtechnika fejlesztéséért.                                   | oklevél                      |
| 1939   | Walt Disney | Hófehérke és a hét törpe rajzfilm megalkotásáért.                       | egy nagy szobor és hét kicsi |
| 1939   | Deanna Durbin és Mickey Rooney | A tehetséges fiatal színészek munkájáért.                               | kicsinyített szobor          |
| 1939   | Gordon Jennings, Jan Domela, Devereaux Jennings, Irmin Roberts, Art Smith, Farciot Edouart, Loyal Griggs, Loren L. Ryder, Harry D. Mills, Louis Mesenkop, Walter Oberst | A különleges vizuális és hanghatások megvalósításáért.                  | szobor másolat               |
| 1939   | Oliver T. Marsh és Allen Davey | Szerelmesek színes fényképezéséért.                                     | szobor másolat               |
| 1939   | Harry Warner | Történelmi tárgyú művei hazafias szemléletéért.                         | oklevél                      |

## 1940-es évek
| Év   | Díjazott                                                                          | Indoklás | Díj                                            |
| ---- | --------------------------------------------------------------------------------- | --- | ---------------------------------------------- |
| 1940 | Douglas Fairbanks                                                                 | Egyedi és kiemelkedő hozzájárulásáért a Filmakadémia nemzetközi kapcsolatai fejlesztésében.                   | szobor                                         |
| 1940 | Judy Garland                                                                      | Kiemelkedő teljesítményéért az elmúlt évben.                                                                  | kicsinyített szobor                            |
| 1940 | William Cameron Menzies                                                           | Elfújta a szélben elért drámai hatásért.                                                                      | szobor másolat                                 |
| 1940 | Motion Picture felirat műhely                                                     | Az iparág fejlesztésében végzet munkáért.                                                                     | szobor                                         |
| 1940 | Technicolor Company                                                               | A három-színes technika sikeres alkalmazásáért.                                                               | szobor                                         |
| 1941 | Bob Hope                                                                          | Önzetlen szolgálatáért a filmipar terén.                                                                      | ezüst szobormásolat                            |
| 1941 | Nathan Levinson                                                                   | Elmúlt kilenc évi munkájáért a hadsereg képzésében végzet munkájáért.                                         | szobor                                         |
| 1942 | Walt Disney, William Garity, John N. A. Hawkins, és az RCA Manufacturing Company  | A filmhangosítás terén végzet fejlesztő munkáért.                                                             | oklevél                                        |
| 1942 | Leopold Stokowski és munkatársai                                                  | A Walt Disney filmek egyedi zenei hatásáért.                                                                  | oklevél                                        |
| 1942 | Rey Scott                                                                         | Kukan – A kínai csata veszélyes és nehéz körülmények között történt rögzítéséért 16 mm-es kamerával.          | oklevél                                        |
| 1942 | Nagy-Britannia Tájékoztatási Minisztériuma                                        | Target for Tonight dokumentumfilm által bemutatott a Királyi Légierő hősies helytállásáról.                   | oklevél                                        |
| 1943 | Charles Boyer                                                                     | A Los Angelesi Francia Kutatási Alapítvány létrehozásában végzet munkájáért a filmtörténet kutatás területén. | oklevél                                        |
| 1943 | Noël Coward                                                                       | Filmgyártási eredményeiért.                                                                                   | oklevél                                        |
| 1943 | Metro-Goldwyn-Mayer                                                               | Az amerikai életmód hiteles képviselete az Andy Hardy filmsorozatban.                                         | oklevél                                        |
| 1944 | George Pal                                                                        | Újítási módszereiért és technikákért, Puppetoons                                                              | szobor másolat (1967-ben kicserélték szoborra) |
| 1945 | Bob Hope                                                                          | A Filmakadémiának tett szolgálatáért.                                                                         | Örökös tagság a Filmakadémiában.               |
| 1945 | Margaret O'Brien                                                                  | Az év gyermek színésze.                                                                                       | speciális díj (átadása: 1946)                  |
| 1946 | Republic Studio, Daniel J. Bloomberg                                              | A köztársasági hangstúdió mérnöki és akusztikai tervezéséért és kivitelezéséért.                              | oklevél                                        |
| 1946 | Walter Wanger                                                                     | Hatéves munkájáért a Filmakadémia elnökeként.                                                                 | speciális díj                                  |
| 1946 | Frank Ross, Mervyn LeRoy, Albert Maltz, Earl Robinson, Lewis Allen, Frank Sinatra | A ház ahol élek c. film megalkotásáért.                                                                       | oklevél                                        |
| 1946 | Peggy Ann Garner                                                                  | Az év gyermek színésze.                                                                                       | speciális díj (átadása: 1947)                  |
| 1947 | Harold Russell                                                                    | Életünk legszebb évei c. filmért.                                                                             | speciális díj                                  |
| 1947 | Laurence Olivier                                                                  | V. Henrik c. filmért.                                                                                         | szobor                                         |
| 1947 | Ernst Lubitsch                                                                    | A filmművészet korszerűsítéséért.                                                                             | oklevél                                        |
| 1947 | Claude Jarman Jr.                                                                 | Az év gyermekszínésze.                                                                                        | kicsinyített szobor                            |
| 1948 | James Baskett                                                                     | Dél éneke c. Walt Disney filmért.                                                                             | szobor                                         |
| 1948 | Thomas Armat, Colonel William N. Selig, Albert E. Smith, és George Kirke          | A filmipar fejlesztéséért.                                                                                    | szobor                                         |
| 1948 | To Bill and Coo.                                                                  | Újszerű képvágási technikáért.                                                                                | szobor másolat (1976-ban kicserélték szoborra) |
| 1948 | Fiúk a rács mögött (Sciuscià) (Olaszország) Rendező: Vittorio De Sica             | Legjobb idegen nyelvű film.                                                                                   | szobor                                         |
| 1949 | Walter Wanger                                                                     | Joan of Arc c. filmért.                                                                                       | szobor                                         |
| 1949 | Monsieur Vincent (Franciaország) Rendező: Maurice Cloche                          | Legjobb idegen nyelvű film.                                                                                   | speciális díj                                  |
| 1949 | Sid Grauman                                                                       | Munkásságáért.                                                                                                | szobor                                         |
| 1949 | Adolf Zukor                                                                       | 40 éves munkásságáért a filmgyártásban.                                                                       | szobor                                         |

## 1950-es évek
| Év   | Díjazott                                                                      | Indoklás                                                                       | Díj                 |
| ---- | ----------------------------------------------------------------------------- | ------------------------------------------------------------------------------ | ------------------- |
| 1950 | Jean Hersholt                                                                 | A Filmakadémia elnökeként tett szolgálatáért.                                  | szobor fa alappal   |
| 1950 | Fred Astaire                                                                  | Egyedi hozzájárulása a zenés filmekhez.                                        | szobor              |
| 1950 | Cecil B. DeMille                                                              | Harminchét évi úttörő munkájáért.                                              | szobor              |
| 1950 | Biciklitolvajok (Ladri di biciclette) (Olaszország) Rendező: Vittorio De Sica | Legjobb idegen nyelvű film.                                                    | szobor              |
| 1951 | Louis B. Mayer                                                                | A filmiparnak tett szolgálatáért.                                              | szobor              |
| 1951 | George Murphy                                                                 | A filmiparnak tett szolgálatáért.                                              | szobor              |
| 1951 | The Walls of Malapaga (Franciaország/Olaszország) Rendező: René Clément       | Legjobb idegen nyelvű film.                                                    | szobor              |
| 1952 | Gene Kelly                                                                    | Sokoldalú művészetéért, színészi, rendezői, énekes és koreográfusi munkájáért. | szobor              |
| 1952 | A vihar kapujában (Japán) Rendező: Kuroszava Akira                            | Legjobb idegen nyelvű film.                                                    | szobor              |
| 1953 | Merian C. Cooper                                                              | Hozzájárulásáért a korszerű filmművészethez innovációs területen.              | szobor              |
| 1953 | Bob Hope                                                                      | Humorával tett szolgálatáért a filmiparnak.                                    | speciális díj       |
| 1953 | Harold Loyd                                                                   | Vígjátéki színészi teljesítményéért, az esetlen kispolgár megformálásáért.     | szobor              |
| 1953 | George Alfred Mitchell                                                        | Tervezési és fejlesztési munkájáért.                                           | szobor              |
| 1953 | Joseph M. Schenck                                                             | Hosszú szolgálatáért a filmművészetben.                                        | szobor              |
| 1953 | Tiltott játékok (Franciaország) Rendező: René Clément                         | Legjobb idegen nyelvű film.                                                    | szobor              |
| 1954 | 20th Century-Fox Film Corporation                                             | Forradalmi fejlesztéseiért a filmgyártásban.                                   | szobor              |
| 1954 | Bell and Howell Company                                                       | A filmipar eredményeinek előmozdításáért.                                      | szobor              |
| 1954 | Joseph Breen                                                                  | Lelkiismeretes, nyitott gondolkodású munkájáért.                               | szobor              |
| 1954 | Pete Smith                                                                    | Filmsorozatának humoros és szellemes világáért.                                | szobor              |
| 1955 | Bausch & Lomb Optical Company                                                 | A filmipar fejlesztéséért.                                                     | szobor              |
| 1955 | Danny Kaye                                                                    | Szolgálatáért a Filmakadémiának, a filmgyártásnak és a amerikai népnek.        | szobor              |
| 1955 | Kemp R. Niver                                                                 | Restaurátori munkájáért a programkönyvtár helyreállításában.                   | szobor              |
| 1955 | Greta Garbo                                                                   | Művészi teljesítményéért.                                                      | szobor              |
| 1955 | Jon Whiteley                                                                  | Az év gyermekszínésze.                                                         | kicsinyített szobor |
| 1955 | Vincent Winter                                                                | Az év gyermekszínésze.                                                         | kicsinyített szobor |
| 1955 | Gate of Hell, (Japán), rendező: Teinosuke Kinugasa                            | Legjobb idegen nyelvű film.                                                    | szobor              |
| 1956 | To Samurai, The Legend of Musashi(Japán) Rendező: Hiroshi Inagaki             | Legjobb idegen nyelvű film.                                                    | szobor              |
| 1957 | Eddie Cantor                                                                  | A filmgyártás szolgálatáért.                                                   | szobor              |
| 1958 | Society of Motion Picture and Television Engineers (SMPTE)                    | Közreműködése a filmgyártás fejlesztésében.                                    | szobor              |
| 1958 | Gilbert M. Anderson ("Broncho Billy")                                         | A filmgyártás úttörőjének.                                                     | szobor              |
| 1958 | Charles Brackett                                                              | Filmakadémiának tett szolgálatáért.                                            | szobor              |
| 1958 | B. B. Kahane                                                                  | A filmgyártás szolgálatáért.                                                   | szobor              |
| 1959 | Maurice Chevalier                                                             | Több mint ötven évi művészi munkájáért.                                        | szobor              |

## 1960-as évek
| Év   | Díjazott             | Indoklás                                                       | Díj          |
| ---- | -------------------- | -------------------------------------------------------------- | ------------ |
| 1960 | Buster Keaton        | Halhatatlan komédiás munkájáért.                               | szobor       |
| 1960 | Lee De Forest        | A filmgyártást fejlesztő találmányokért.                       | szobor       |
| 1961 | Gary Cooper          | Sok emlékezetes egyedi művészi teljesítménye.                  | szobor       |
| 1961 | Stan Laurel          | Kreatív filmvígjátéki teljesítményért.                         | szobor       |
| 1962 | Fred L. Metzler      | A filmművészeti tanulmányaiért.                                | szobor       |
| 1962 | Jerome Robbins       | A korszerű koreográfiákért.                                    | szobor       |
| 1962 | William L. Hendricks | Hazafias munkáival a filmírás, tervezés és termelés területén. | szobor       |
| 1963 | nem adták ki         | nem adták ki                                                   | nem adták ki |
| 1964 | nem adták ki         | nem adták ki                                                   | nem adták ki |
| 1965 | William Tuttle       | Dr. Lao hét arca – maszk munkájáért.                           | szobor       |
| 1966 | Bob Hope             | A Filmakadémia szolgálatáért.                                  | aranyérem    |
| 1967 | Yakima Canutt        | Kaszkadőri munkájáért.                                         | szobor       |
| 1967 | Y. Frank Freeman     | Harmincéves külföldi munkája a Filmakadémia képviseletében.    | szobor       |
| 1968 | Arthur Freed         | Hat legfontosabb akadémiai díjazás területén végzet munkája.   | szobor       |
| 1969 | John Chambers        | A majmok bolygója – maszkmesteri munkája.                      | szobor       |
| 1969 | Onna White           | Oliver! – koreográfusi munkája.                                | szobor       |

## 1970-es évek
| Év   | Díjazott                                | Indoklás                                                                           | Díj          |
| ---- | --------------------------------------- | ---------------------------------------------------------------------------------- | ------------ |
| 1970 | Cary Grant                              | Művészi munkája.                                                                   | szobor       |
| 1971 | Lillian Gish                            | Filmgyártás fejlesztői munkáért.                                                   | szobor       |
| 1971 | Orson Welles                            | Páratlanul gazdag filmművészi munkájáért.                                          | szobor       |
| 1972 | Charlie Chaplin                         | A filmművészetet meghatározó alakításáért.                                         | szobor       |
| 1973 | Charles S. Boren                        | Harmincnyolc évi munkaügyi és építészeti munkájáért.                               | szobor       |
| 1973 | Edward G. Robinson (posztumusz)         | Sokéves munkásságáért.                                                             | szobor       |
| 1974 | Henri Langlois                          | Hozzájárulásáért a filmgyártás korszerűsítéséért.                                  | szobor       |
| 1974 | Groucho Marx                            | Marx testvérek filmvígjátéki kreatív munkájáért.                                   | szobor       |
| 1975 | Howard Hawks                            | Az amerikai filmért tett kreatív erőfeszítéseiért.                                 | szobor       |
| 1975 | Jean Renoir                             | Lángészi teljesítményével a filmkészítésben, amellyel elnyerte a világ csodálatát. | szobor       |
| 1976 | Mary Pickford                           | Hozzájárulásáért a filmművészethez.                                                | szobor       |
| 1977 | nem adták ki                            | nem adták ki                                                                       | nem adták ki |
| 1978 | Margaret Booth                          | Szerkesztési munkásságáért.                                                        | szobor       |
| 1979 | Walter Lantz                            | Animációs filmjeiért.                                                              | szobor       |
| 1979 | Laurence Olivier                        | Filmművészi életművéért.                                                           | szobor       |
| 1979 | King Vidor                              | Újító és alkotó munkája a filmgyártásban.                                          | szobor       |
| 1979 | Museum of Modern Art Department of Film | A filmművészet dokumentumainak nyilvánossá tételéért.                              | szobor       |

## 1980-as évek
| Év   | Díjazott                                                           | Indoklás                                              | Díj          |
| ---- | ------------------------------------------------------------------ | ----------------------------------------------------- | ------------ |
| 1980 | Hal Elias                                                          | Filmtudományi és művészeti tanulmányaiért.            | szobor       |
| 1980 | Alec Guinness                                                      | Kiváló teljesítményéért a filmkorszerűsítés terén.    | szobor       |
| 1981 | Henry Fonda                                                        | Hosszú ragyogó színészi munkájáért.                   | szobor       |
| 1982 | Barbara Stanwyck                                                   | Egyedi és kreatív művészetéért.                       | szobor       |
| 1983 | Mickey Rooney                                                      | Hatvanadik születésnapja alkalmából számos filmjéért. | szobor       |
| 1984 | Hal Roach                                                          | Rekordszámú munkája a filmművészetben.                | szobor       |
| 1985 | James Stewart                                                      | Ötven évi művészi munkájáért.                         | szobor       |
| 1985 | The National Endowment for the Arts (Nemzeti Művészeti Alapítvány) | Húszévnyi kreatív munkáért.                           | szobor       |
| 1986 | Paul Newman                                                        | Sok emlékezetes színészi alakításáért.                | szobor       |
| 1986 | Alex North                                                         | Filmzenei munkásságáért.                              | szobor       |
| 1987 | Ralph Bellamy                                                      | Szakmai élenjáró munkája.                             | szobor       |
| 1988 | nem adták ki                                                       | nem adták ki                                          | nem adták ki |
| 1989 | Eastman Kodak Company                                              | Hozzájárulása a filmművészet első évszázadához.       | szobor       |
| 1989 | National Film Board of Canada (Kanadai Nemzeti Tanács)             | Ötvenévnyi filmművészeti munkájáért.                  | szobor       |

## 1990-es évek
| Év   | Díjazott               | Indoklás                                                                               | Díj    |
| ---- | ---------------------- | -------------------------------------------------------------------------------------- | ------ |
| 1990 | Kuroszava Akira        | A világ filmművészetéhez való hozzájárulásáért.                                        | szobor |
| 1991 | Sophia Loren           | Emlékezetes művészi alakítások.                                                        | szobor |
| 1991 | Myrna Loy              | Rendkívüli minőségi munkáiért.                                                         | szobor |
| 1992 | Satyajit Ray           | Korszerű és emberséges filmművészetéért.                                               | szobor |
| 1993 | Federico Fellini       | Világszerte elismert és szeretett műveiért.                                            | szobor |
| 1994 | Deborah Kerr           | Elegáns és szép színészi munkájáért.                                                   | szobor |
| 1995 | Michelangelo Antonioni | Látványos filmrendezéseiéért.                                                          | szobor |
| 1996 | Kirk Douglas           | Ötvenévnyi kreatív filmművészetéért.                                                   | szobor |
| 1996 | Chuck Jones            | Félévszázados rajzfilmes munkájáért, mellyel klasszikussá vált karaktereket teremtett. | szobor |
| 1997 | Michael Kidd           | Látványos táncművészetéért.                                                            | szobor |
| 1998 | Stanley Donen          | Látványtervezői munkásságáért.                                                         | szobor |
| 1999 | Elia Kazan             | Hosszú, a filmművészetet meghatározó mesterműveiért.                                   | szobor |

## 2000-es évek
| Év   | Díjazott                     | Indoklás                                                                                             | Díj                          |
| ---- | ---------------------------- | --- | ---------------------------- |
| 2000 | Andrzej Wajda                | Több évtizedes rendezői munkásságáért.                                                               | szobor                       |
| 2001 | Jack Cardiff                 | A fény és a színek mesterének.                                                                       | szobor                       |
| 2001 | Ernest Lehman                | A változatos és tartós munkásságért.                                                                 | szobor                       |
| 2002 | Sidney Poitier               | A művészi és emberi teljesítményéért.                                                                | szobor                       |
| 2002 | Robert Redford               | Butch Cassidy és a Sundance kölyök film ötletéért és megvalósításáért, és a sikeres filmtermelésért. | szobor                       |
| 2003 | Peter O’Toole                | Figyelemre méltóan gazdag filmkarakterek megformálásáért.                                            | szobor                       |
| 2004 | Blake Edwards                | Forgatókönyv írói munkásságáért.                                                                     | szobor                       |
| 2005 | Sidney Lumet                 | Forgatókönyv írói munkásságáért.                                                                     | szobor                       |
| 2006 | Robert Altman                | Gazdag filmművészi munkásságért.                                                                     | szobor                       |
| 2007 | Ennio Morricone              | Varázslatos filmzenéiért.                                                                            | szobor                       |
| 2008 | Robert F. Boyle              | Elkötelezett szolgálata a filmművészetnek.                                                           | szobor                       |
| 2009 | Nem osztottak ki elismerést. | Nem osztottak ki elismerést.                                                                         | Nem osztottak ki elismerést. |

## 2010-es évek
| Év   | Díjazott             | Indoklás | Díj    |
| ---- | -------------------- | --- | ------ |
| 2010 | Lauren Bacall        | A filmművészet aranykorához hozzájáruló teljesítménye. | szobor |
| 2010 | Roger Corman         | Gazdag filmalkotói munkája. | szobor |
| 2010 | Gordon Willis        | Páratlan fény, árnyék, szín és mozgás kezeléséért. | szobor |
| 2011 | Kevin Brownlow       | Hiteles és bölcs munkásságáért. | szobor |
| 2011 | Jean-Luc Godard      | Szenvedélyes törekvése az új típusú filmművészetért. | szobor |
| 2011 | Eli Wallach          | Maradandó hozzájárulása a filmművészethez. | szobor |
| 2012 | James Earl Jones     | Sokoldalú kiválóságáért. | szobor |
| 2012 | Dick Smith           | Mesteri illúzió teremtési teljesítményéért. | szobor |
| 2013 | D. A. Pennebaker     | Filmkészítők generációit inspirálta a "You are Here" (Itt vagy) stílussal. A cinéma vérité mozgalom egyik alapítójának számít. | szobor |
| 2013 | Hal Needham          | A dublőrködés és a biztonság előremozgatójának. | szobor |
| 2013 | George Stevens, Jr.  | A művészetek fáradhatatlan bajnoka Amerikában, azon belül nem másnak mint a hollywoodi filmeknek. | szobor |
| 2014 | Angela Lansbury      | Egy olyan ikon, aki a szórakoztatóipar legfelejthetetlenebb alakjait vitte vászonra, inspirálva generációkat. | szobor |
| 2014 | Steve Martin         | Elismerésül rendkívüli tehetségének és filmjei egyedülálló inspirációjának. | szobor |
| 2014 | Piero Tosi           | Egy látnok, kinek kosztümjei élő és időtlen művészetet formálnak a filmekben. | szobor |
| 2015 | Jean-Claude Carrière | | szobor |
| 2015 | Mijazaki Hajao       | Gyökeresen megváltoztatta az animációs filmeket, művészek generációi dolgoznak az ő hatásától velünk és sugározzák világunk lappangó titkait.                                                                                                  | szobor |
| 2015 | Maureen O’Hara       | Hollywood egyik legfénylőbb csillagának, kinek alakításait áthatotta az erő, a melegség és a szenvedély. | szobor |
| 2016 | Spike Lee            | A független filmek címvédője, fiatal filmesek példaképe. | szobor |
| 2016 | Gena Rowlands        | Természetes tehetség, kinek odaadása a szakmája iránt világhírű filmikonná tette. | szobor |
| 2017 | Jackie Chan          | Több mint 30 harcművészeti témájú filmben szerepelt – néha ő volt a rendező, a producer és a forgatókönyvíró hazájában, Hong Kongban. Elkápráztatta a közönséget atletikusságával, leleményes dublőrködésével és végeláthatatlan karizmájával. | szobor |
| 2017 | Lynn Stalmaster      | Közel öt évtizeden át kölcsönözte tehetségét majd 200 filmnek, eszközéül szolgálva ünnepelt sztároknak. | szobor |
| 2017 | Anne V. Coates       | Hatvan éves vágói munkásságáért, amely során terjedelmes filmeket rendezett össze elismert rendezők oldalán. | szobor |
| 2017 | Frederick Wiseman    | 1967 óta minden évben új filmmel állt elő, az emberéletet szociális, kulturális és állami intézményekben ábrázolva. | szobor |
|      | Donald Sutherland    | Emlékezetes életművéért, amiben a valósághoz hű, hiteles karaktereket vitt a filmvászonra. | szobor |
| 2018 | Charles Burnett      | Eltökélten független és nagy hatású úttörője a filmiparnak, aki jó rálátással, ékesszólóan megörökítette a fekete amerikaiak életét. | szobor |
| 2018 | Owen Roizman         | Terjedelmes vizuális ábrázolásmódja és technikai fejlesztései előre mozdították a mozgókép művészetét. | szobor |
| 2018 | Agnès Varda          | Részvétnyilvánításával és kíváncsi természetével egy új, saját filmműfajt mutatott be. | szobor |
| 2019 | Marvin Levy          | Példamuató közszolgálati pályafutásáért, mellyel a filmeket a közönség szívéhez és lelkéhez juttatta szerte a világon. | szobor |
| 2019 | Lalo Schifrin        | Egyedülálló zenei stílusának, a kompozíció integritásának és a filmalkotás művészetéhez való befolyásos hozzájárulásának elismeréseként. | szobor |
| 2019 | Cicely Tyson         | Akinek felejthetetlen alakításai és személyes integritása inspirálta a filmkészítők, a színészek és a közönség generációit. | szobor |

## 2020-as évek
| Év   | Díjazott                     | Indoklás | Díj                          |
| ---- | ---------------------------- | --- | ---------------------------- |
| 2020 | David Lynch                  | Egyedi filmes látásmódjáért, mellyel bátran áttörte az eddigi filmes határokat. | szobor                       |
| 2020 | Wes Studi                    | Elismerve erejét és mesterségét, amelyet feledhetetlen filmábrázolásaiért és az indián közösség kitartó támogatásáért hoz. | szobor                       |
| 2020 | Lina Wertmüller              | Bátorságáért, a politikai és társadalmi normák provokatív megzavarása miatt, amelyet választott fegyverével, a kamera lencséjével, vitt keresztül. | szobor                       |
| 2021 | Nem osztottak ki elismerést. | Nem osztottak ki elismerést. | Nem osztottak ki elismerést. |
| 2022 | Samuel L. Jackson            | Kulturális ikon, akinek lendületes munkája világszerte visszhangra talált a műfajokban, generációkban és a közönségben. | szobor                       |
| 2022 | Elaine May                   | Merész, megalkuvás nélküli filmes megközelítéséért, íróként, rendezőként és színésznőként. | szobor                       |
| 2022 | Liv Ullmann                  | Ullman bátorsága és érzelmi átláthatósága mélyen megérintő képernyős ábrázolással ajándékozta meg a közönséget. | szobor                       |
| 2023 | Euzhan Palcy                 | Úttörő filmes ... Ezüst Oroszlánt nyer az 1983-as Velencei Filmfesztiválon, első fekete rendezőként; ezt követően elnyerte a legjobb első filmnek járó César-díjat, első női és fekete filmrendezőként ... majd ő lett az első fekete nő, aki filmet rendezett egy nagy hollywoodi stúdió számára. | szobor                       |
| 2023 | Diane Warren                 | Zenéje és szövegei számtalan mozgókép érzelmi hatását erősítették fel, és zenei művészek generációit inspirálták. ... az egyik legtermékenyebb kortárs dalszerzőként több mint 100 filmhez írt eredeti dalokat.                                                                                    | szobor                       |
| 2023 | Peter Weir                   | Az 1970-es évek ausztrál újhullámos filmmozgalmának egyik vezető alakja ... tökéletes képzettségű és művészi rendező, akinek munkássága a film erejére emlékeztet bennünket azzal, ahogyan feltárja az emberi tapasztalatok teljes skáláját.                                                       | szobor                       |
| 2024 | Angela Bassett               | Évtizedes karrierje során Angela Bassett továbbra is olyan transzcendens teljesítményeket nyújtott, amelyek új mércét állítanak fel a színészi életben. | szobor                       |
| 2024 | Mel Brooks                   | Mel Brooks megtölti a szívünket humorával, és öröksége a szórakozás minden területén maradandó hatást gyakorolt. | szobor                       |
| 2024 | Carol Littleton              | Littleton filmvágó karrierje példaként szolgál azoknak, akik utána jönnek. | szobor                       |
| 2025 | Juliet Taylor                | Azért kapta a kitüntetést, mert "ikonikus és szeretett filmeket adott le, és új utat nyitott a mezőny számára" | szobor                       |
| 2025 | Quincy Jones                 | Posztumusz kitüntetésben részesült. "Művészi zsenialitása és könyörtelen kreativitása minden idők egyik legbefolyásosabb zenei alakjává tette őt." | szobor                       |